# Willy Körner
Willy Friedrich Körner (* 2. Dezember 1910 in Stuttgart; † 2. April 1980 ebenda) war ein deutscher Verwaltungsbeamter.

## Leben
Körner war Mitglied der SPD. Im Jahr 1946 wurde er zum Direktor des Landtags von Württemberg-Baden berufen. Dieses Amt hatte er inne, bis das Land Württemberg-Baden im April 1952 im neugeschaffenen Land Baden-Württemberg aufging. Er wurde zugleich zum Direktor des Landtags von Baden-Württemberg berufen.
Am 19. Dezember 1960 wurde Landtagsdirektor Körner im Dienst festgenommen. Ihm wurde vorgeworfen, im Jahr 1959 geheime Sitzungsprotokolle aus Ausschussberatungen und einen vertraulichen Bericht des baden-württembergischen Justizministeriums über ehemalige NS-Richter an die Vereinigung der Verfolgten des Naziregimes weitergereicht zu haben. Daraufhin wurde er vorläufig des Dienstes enthoben. Ihm folgte Friedrich Seethaler nach. Im April 1962 erhob die Staatsanwaltschaft Stuttgart Anklage gegen Körner wegen Untreue, Geheimnisbruchs und Urkundenbeseitigung. Bei der Hauptverhandlung am 14. Mai 1964 wurde Körner schließlich zu einem Jahr Gefängnis und einer Geldstrafe von 1000 DM verurteilt. Körner legte Revision ein, die im März 1965 vom ersten Senat des Bundesgerichtshofs verworfen wurde. Anschließend richtete er ein Gnadengesuch an das baden-württembergische Justizministerium. Daraufhin wurde die Gefängnisstrafe auf drei Monate reduziert und die restlichen neun Monate auf Bewährung ausgesetzt. Im Vorfeld hatten sich Vertreter aus allen Parteien und Fraktionen beim Justizministerium für Körner eingesetzt.